# Fingerpickin'
 (mars 2013).
Si vous disposez d'ouvrages ou d'articles de référence ou si vous connaissez des sites web de qualité traitant du thème abordé ici, merci de compléter l'article en donnant les références utiles à sa vérifiabilité et en les liant à la section « Notes et références ».
Fingerpickin' est un album du guitariste de jazz américain Wes Montgomery sorti en 1958.

## Description
Fingerpickin' est l’un des premiers albums de Wes Montgomery qui avait tourné avec Lionel Hampton à la fin des années 1940 mais décida de retourner chez lui à Indianapolis. L’album permet d’entendre le guitariste entouré de ses deux frères, Monk à la basse et Buddy au vibraphone qui est aussi le compositeur de 4 des morceaux. On remarque également la présence du trompettiste Freddie Hubbard qui n’avait alors que 17 ans.

## Pistes
1. Sound Carrier (Buddy Montgomery)  6:57
2. Bud's Beaux Arts (Buddy Montgomery)  7:33
3. Bock to Bock (Buddy Montgomery)  10:08
4. Billie's Bounce (Charlie Parker)  4:42
5. Lois Ann (Buddy Montgomery)  4:45
6. All the Things You Are (Jerome Kern, Oscar Hammerstein II)  3:59
7. Fingerpickin' (Wes Montgomery)  2:32
8. Stranger in Paradise (Alexandre Borodine, George Forrest, Robert C. Wright) 4:55
9. Baubles, Bangles & Beads (Forrest, Wright)  3:29
10. Not Since Nineveh (Forrest, Wright) 7:24

## Musiciens
- Wes Montgomery – Guitare
- Freddie Hubbard – Trompette (pistes 1 à 4)
- Wayman Atkinson – Saxophone ténor (pistes 1 à 4)
- Alonzo Johnson - Saxophone ténor (pistes 1 à 4)
- Buddy Montgomery - Vibraphone
- Joe Bradley – Piano (pistes 1 à 7)
- Monk Montgomery - Basse
- Paul Parker – Batterie (pistes 1 à 7)
- Richie Crabtee – Piano (pistes 8 à 10)
- Benny Barth – Batterie (pistes 8 à 10)